# 1897 în științifico-fantastic
- 1896 în științifico-fantastic — 1897 în științifico-fantastic — 1898 în științifico-fantastic

1897 în științifico-fantastic a implicat o serie de evenimente:

## Nașteri și decese

### Nașteri
- Marc Agapit, Pseudonimul lui Adrien Sobra (d. 1985)
- Stanislaus Bialkowski (d. 1959)
- Joseph Ingham Greene (d. 1953)
- Naomi Mitchison (d. 1999)
- Bernhard Newman (d. 1968)
- Marga Passon (d. 1950)
- Fletcher Pratt (d. 1956)
- Sándor Szathmári (d. 1974)
- Bruno S. Wiek, Pseudonimul lui Walter Troppenz (d. 1974)

### Decese
- Edward Maitland (n. 1824)
- Philipp Wasserburg (n. 1827)

## Cărți

### Romane
- L'Anno 3000  de Paolo Mantegazza
- Sfinxul ghețarilor de Jules Verne
- Omul invizibil -- The Invisible Man de H. G. Wells

## Filme
| Titlu                 | Regizor             | Distribuție    | Țara   | Sub-Gen /Note |
| --------------------- | ------------------- | -------------- | ------ | ------------- |
| Gugusse et l'Automate | Georges Méliès      | Georges Méliès | Franța | Film scurt    |
| The X-Ray Fiend       | George Albert Smith |                |        |               |
|                       |                     |                |        |               |

## Premii
Principalele premii nu s-au acordat în această perioadă.